# 津大村
津大村（つだいそん）は、かつて高知県幡多郡にあった村。
現在の同県四万十市北部にあたる。

## 沿革
- 1889年（明治22年）4月1日 - 下山郷下分の構成村のうち、藤ノ川村、橘村、津野川村、中家地村、下家地村、大宮村、須崎村、岩間村、茅生（かよう）村、中半村、奥屋内村、口屋内村、玖木村の13村と、津野川村の小村である津賀村、藪ケ市村の計15村が合併し、津大村成立。村名は、地理的中心でもあり大庄屋があった津野川の「津」と、当時人口、農地とも多く当地の郷社も所在する大宮の「大」とを合わせたもの[1]。
- 1913年（大正2年） - 玖木〜奥屋内間に当村初の車道が開通[1]。
- 1921年（大正10年）- 当村を通る、四万十川のプロペラ船が就航[1]。
- 1928年（昭和3年）- 津野川〜中村間のバスが開通[1]。
- 1929年（昭和4年）- 藤ノ川に森林軌道が開通[1]。
- 1932年（昭和7年）- 藤ノ川でアンチモンの採掘が始まる。同年、養蚕の収穫高が18,694貫を数え、幡多郡内に於いて屈指の養蚕村とされる[1]。
- 1933年（昭和8年）- 津大橋が開通。同年、現在の高知県道・愛媛県道8号西土佐松野線にバスが開通[1]。
- 1954年（昭和29年）- 藤ノ川にバスが開通[1]。
- 1958年（昭和33年）4月1日 - 北隣の江川崎村と合併し、西土佐村となる。同日、津大村廃止。

## 地理
- 四万十川が村の中心を流れる。当村内の支流は目黒川、藤ノ川川、黒尊川など。
- 山岳は八面山 (1166m)、ほけが森 (751.7m)、堂が森 (857.4m)、鷹の巣山 (654.6m) など。
- 道路：土佐街道（現在の国道441号線）